# Acanthocephalus echigoensis
Acanthocephalus echigoensis är en hakmaskart som beskrevs av Fujita 1920. Acanthocephalus echigoensis ingår i släktet Acanthocephalus och familjen Echinorhynchidae. Inga underarter finns listade i Catalogue of Life.